# مسجد عيسى

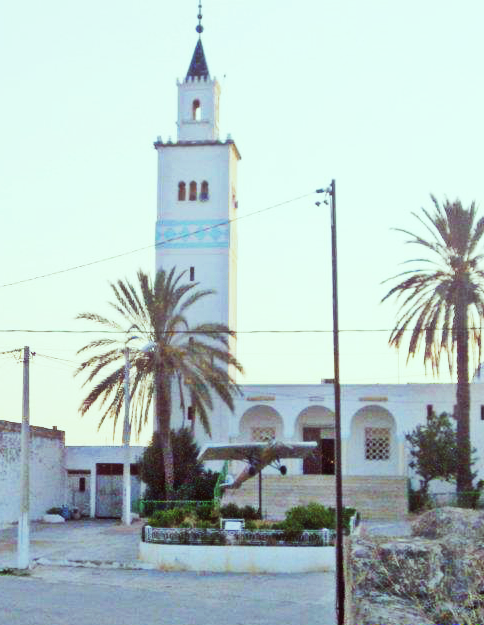
جامع "مسجد عيسى بن المسكين"

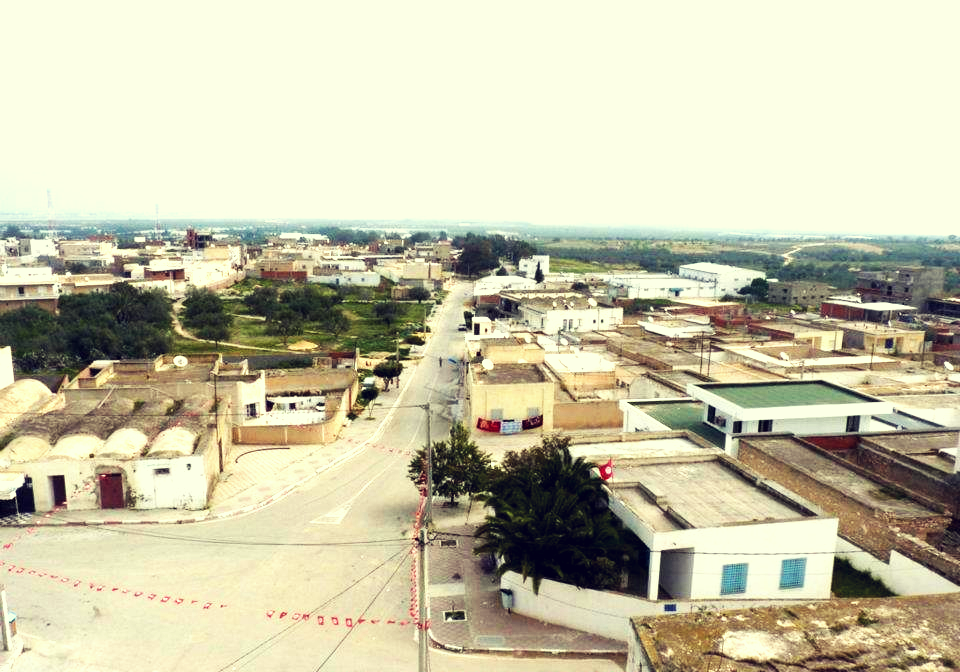
حي "وسط البلاد" في مدينة مسجد عيسى بالقرب من الجامع

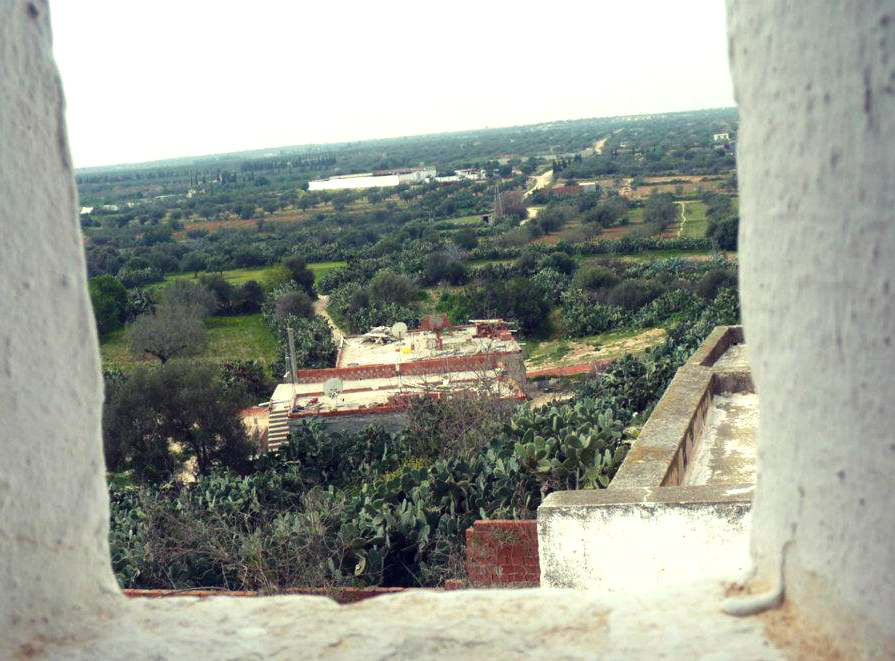
جانب من غابة الزيتون بمدينة مسجد عيسى

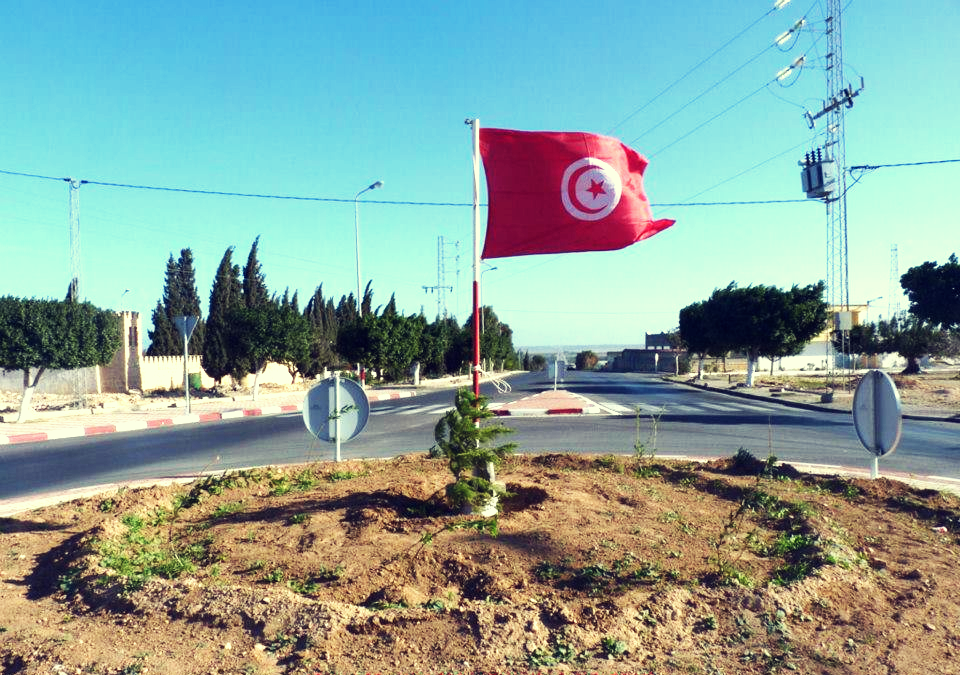
الطريق إلى المنستير من مسجد عيسى

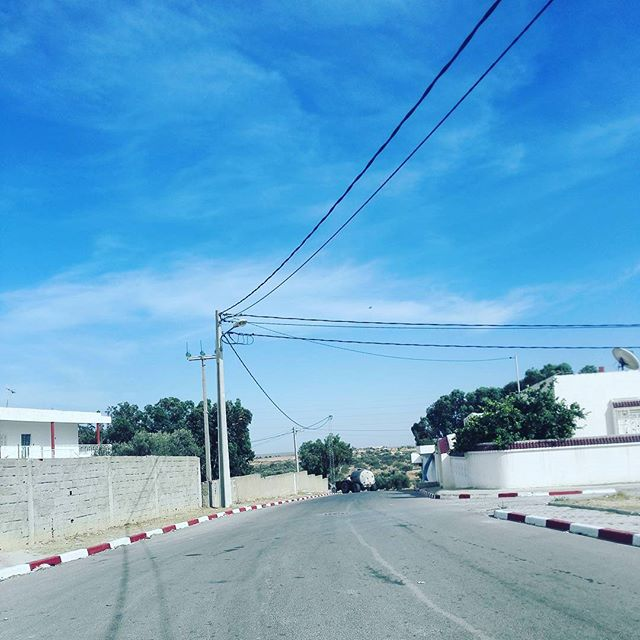
جانب من حي الحمادة وجنائن الفستق

مسجد عيسى (تلفط مجّد عيسى)، وتسمى كذلك "أوسانا(باليونانية: Υσσανα)(باللاتينية:Ussana) بالإضافة إلى أم عيسى وسيدي عيسى، هي أحد قرى الجمهورية التونسية التي تقع في ولاية المنستير، بها حوالي 2000 ساكن، وهي دائرة بلدية تتبع للقصر البلدي سيدي عامر - مسجد عيسى.

## التسمية
نسب للرجل الصالح وقاض سوسة والقيروان سيدي عيسى بن مسكين.

## جغرافيا
تقع قرية مسجد عيسى في الوسط الشرقي للجمهورية التونسية، يحدها شرقا مدينة المنستير والقطب التكنولوجي، وغربا الوردانين، منزل الحرب شمالا، سيدي عامر والساحلين جنوبا. وهي توجد على مفترق طريق يربط بين العديد من المدن على مختلف الواجهات، ورغم قربها من البحر ومدن هامة، إلا ان الحركة التجارية والتنموية فيها متواضعة جداَ مقارنة بمدن مجاورة لها.
المعروف عن القرية أنها ثاني أعلى تل في الساحل بعد قرية تكرونة، وهي تتميز بكثرة شجر الزيتون ومناجم الرمل الذهبي الذي يستخدم في البناء، والمسجد الذي يحمل اسم المدينة، كما انه يوجد داخل المدينة واحد من أهم الثكنات العسكرية داخل الجهورية.

## تاريخ مسجد عيسى
ولقرية مسجد عيسى تاريخ يشهد على تعاقب الحضارات بها:

### الفتح الإسلامي
وتنقسم هذه الفترة بدورها إلى ثلاثة اقسام هي:
- العهد الأغلبي: لم يعتنق اهالي المدينة الإسلام في ذلك الوقت، وطغى على المدينة الوجود الروماني في ذلك الوقت كغالب قرى الساحل.

استوطن فيها القاضي عيسى ابن المسكين، ابن اخت سيدي عامر المزوغي، بعد نشوب خلاف بينهم بسبب رغبة الولي الصالح عيسى ابن المسكين الزواج من ابنة خاله سيدي عامر المزوغي، فاستوطن قريباَ من سيدي عامر في قرية أوسانا، التي تحول إسمها اليوم إلى «مسجد عيسى» وهي تحمل إسمه.
و لعب دوراَ مهم في دخول آهالي القرية الرومان إلى الدين الإسلامي وذلك قد يكون بسبب حسن سمعته وعدالته وكرمه.
- سقوط الأندلس والهجرة إلى تونس:

بعد سقوط الأندلس من أيد المسلمين في القرن ال15، هاجر إلى مسجد عيسى كغيرها من القرى والمدن بعض التي توجد على سواحل البحر الأبيض المتوسط أسر اندلسية، ولعبو دوراَ في أعادة إعمار القرية، ويظهر ذلك من خلال بعض بقايا العمران القديم الذي يحتفظ بالجمال المعماري الأندسي الجاذب.